# Альдабранский дронго
Альдабранский дронго (лат. Dicrurus aldabranus) — вид птиц семейства дронговых. Является эндемиком Сейшельских островов, где он встречается только на острове Альдабра. Подвидов не выделяют.

## Описание
У альдабранского дронго полностью чёрное оперение, тяжелый клюв. Хвост длинный и раздвоенный. У молодых птиц серая спина и коричневые глаза.

## Среда обитания
Естественная среда обитания альдабранского дронго — тропические мангровые леса и густые кустарники.